# Чабаненко, Андрей Трофимович
Андрей Трофимович Чабаненко (17 (30) октября 1909 — 19 декабря 1986) — советский военачальник, командующий Северным флотом (1952—1962), адмирал (3.08.1953).

## Биография
Андрей Трофимович Чабаненко родился в семье рабочего в селе Козынка Верхнеднепровского уезда (ныне в составе города Верховцево, Верхнеднепровский район, Днепропетровской области Украины). Украинец. 
На службе в РККФ с 1927 года, когда поступил в Военно-морское училище им. М. В. Фрунзе. После окончания училища в 1931 году служил на подводной лодке (ПЛ) «Политработник» Морских сил Чёрного моря: вахтенный начальник, с сентября 1931 — минер, с мая 1932 — помощник командира корабля. С декабря 1932 года — помощник командира ПЛ  «Спартаковец» на Чёрном море.
В декабре 1933 года он был переведён на Морские силы Дальнего Востока (с 1935 — Тихоокеанский флот). Там командовал подводными лодками «М-13» (декабрь 1933 — ноябрь 1934), «Щ-105» (ноябрь 1934 — декабрь 1937), «Л-14» (декабрь 1937 – июнь 1938).
В 1938 году был назначен командиром дивизиона подводных лодок, а с 1940 по 1945 годы командовал бригадой подводных лодок Тихоокеанского флота. Контр-адмирал (5.11.1944). В августе 1945 года принимал участие в советской-японской войне.
После окончания войны в октябре 1945 года А. Т. Чабаненко был назначен командиром Совгаванской военно-морской базы. В 1946—1947 годах учился на академических курсах при Военно-морской академии имени К. Е. Ворошилова, по окончании их в мае 1947 года получил назначение на должность командира Южно-Сахалинской военно-морской базы. В декабре 1947 года направлен на учёбу в Высшую военную академию имени К. Е. Ворошилова. Окончил её в 1950 году.
С апреля 1950 года — командир Порккало-Уддской военно-морской базы, арендуемой Советским Союзом на территории Финляндии; вице-адмирал (27.01.1951). С октября 1951 года — начальник штаба 8-го ВМФ на Балтийском море.
В апреле 1952 года назначен командующим Северным флотом, в 1953 году ему было присвоено звание адмирал. За время службы на Северном флоте адмиралу Чабаненко удалось создать мощную строительную базу, необходимую флоту для скорейшего развертывания баз флота. Он также выполнил разработку тактики действий подводных лодок в ударно-поисковых и разведывательных завесах и практически отработал на учениях. В конце 1950-х годов на вооружение флота начали поступать первые советские атомные подводные лодки. Под его руководством готовились и проводились первые полярные и дальние походы подводных лодок. Адмирал Чабаненко часто выходил в море на надводных и подводных кораблях. В июне 1962 года после взрыва дизельной подводной лодки Б-37 Северного флота, в результате которого погибло 122 человека, Чабаненко передал командование флотом адмиралу В. А. Касатонову и в июле того же года был назначен помощником начальника Генерального штаба ВС СССР по морским делам. В мае 1972 года переведён профессором-консультантом в Военную академию Генерального штаба ВС СССР. В отставку адмирал Чабаненко вышел в ноябре 1976 года. Автор мемуаров.
Кандидат в члены ЦК КПСС (1961—1966).
Похоронен в Москве на Кунцевском кладбище

## Награды
- 2 ордена Ленина (1952, 29.10.1959)
- 4 ордена Красного Знамени (14.09.1945, 1947, 1956, 1967)
- Ордена Отечественной войны I (11.03.1985) и II (1946) степеней
- 2 ордена Красной Звезды (31.05.1943, 3.11.1944)
- Орден «За службу Родине в Вооруженных Силах СССР» III степени (1975)
- Медали

Иностранные награды
- Орден «За боевые заслуги» (МНР, 06.07.1971)
- Медаль «30 лет Халхин-Гольской Победы» (МНР, 1969)
- Медаль «50 лет Монгольской Народной Армии» (МНР, 1971)
- Медаль «50 лет Монгольской Народной Революции» (МНР, 1971)
- Медаль «За укрепление дружбы по оружию» в золоте (ЧССР, 1970)
- Медаль «За освобождение Кореи» (КНДР, 1948)

## Сочинения
- Чабаненко А. Т. Жизнь отдана Военно-морскому флоту. Записки адмирала. — М.: Вече, 2006. — 256 с.

## Память
- В память об адмирале назван большой противолодочный корабль Северного флота «Адмирал Чабаненко» (в строю с 1999 г.).
- В городе Североморск именем военачальника названа улица.